# Saturnino Osorio
Saturnino Baltazar Osorio Zapata (San Salvador, 6 de janeiro de 1945 - 1980) foi um futebolista profissional salvadorenho, que atuava como defensor.

## Carreira
Saturnino Osorio fez parte do elenco da histórica Seleção Salvadorenha de Futebol da Copa do Mundo de 1970, ele atuou em três partidas. 